# Leichtathletik-Weltmeisterschaften 2011/100 m der Frauen

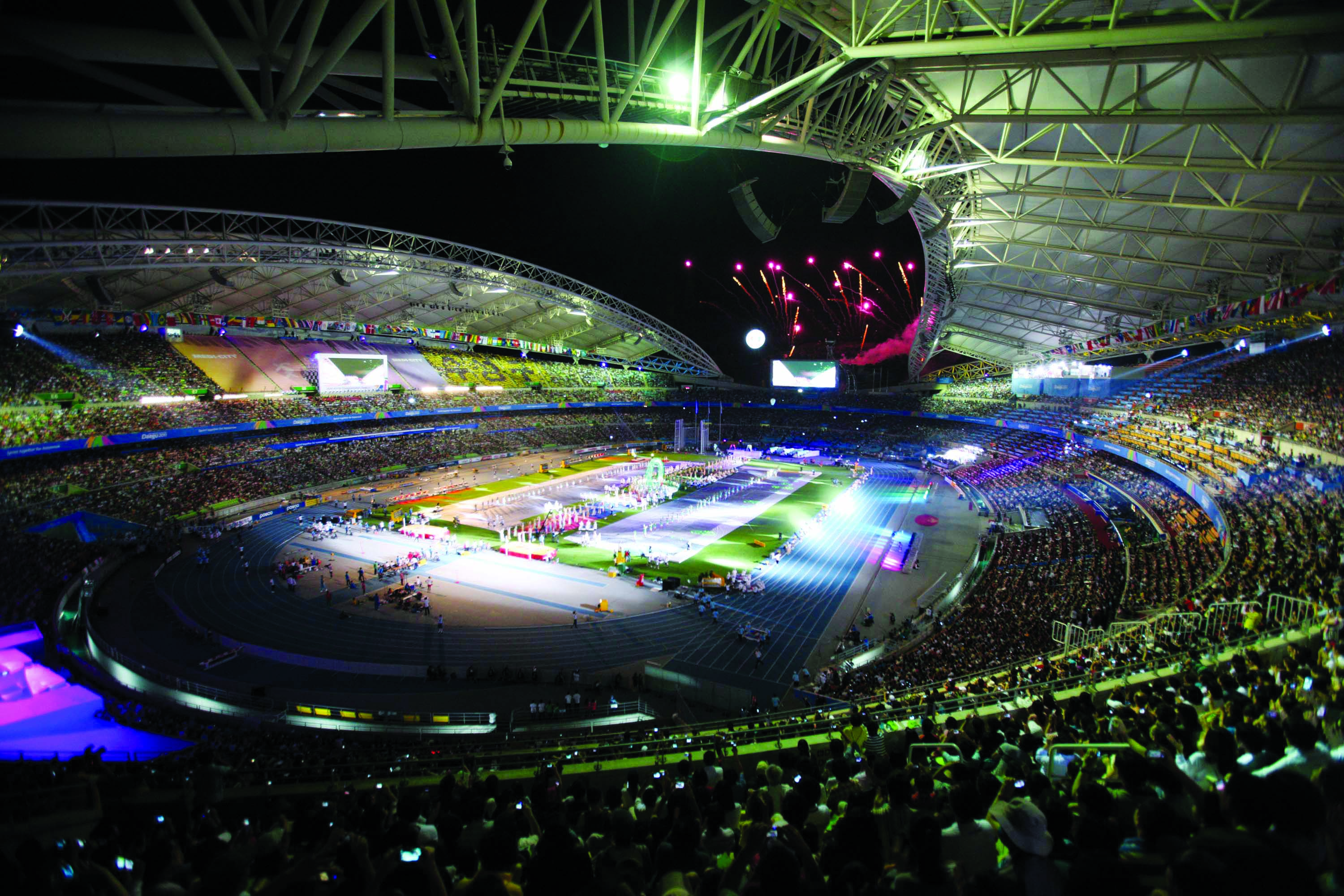
Das Daegu-Stadion im Jahr 2010

Der 100-Meter-Lauf der Frauen bei den Leichtathletik-Weltmeisterschaften 2011 wurde vom 27. bis 29. August 2011 im Daegu-Stadion der südkoreanischen Stadt Daegu ausgetragen.
Weltmeisterin wurde die zweifache WM-Dritte (2007/2009) Carmelita Jeter aus den Vereinigten Staaten. Sie hatte bei den Weltmeisterschaften 2007 außerdem Gold mit der 4-mal-100-Meter-Staffel gewonnen, was ihr hier am Schlusstag auch wieder gelang. Darüber hinaus errang sie vier Tage nach ihrem Sieg Silber über 200 Meter.

Den zweiten Rang belegte die Weltmeisterin von 2007, Vizeweltmeisterin von 2005 und Olympiadritte von 2004 Veronica Campbell-Brown aus Jamaika. Sie war in der Vergangenheit als zweifache Olympiasiegerin (2004/2008) und zweifache Vizeweltmeisterin (2007/2009) über 200 Meter noch erfolgreicher. Darüber hinaus hatte sie mit der Sprintstaffel 2004 Olympiagold, 2000 Olympiasilber und 2005 sowie 2007 jeweils WM-Silber gewonnen. Hier in Daegu errang sie vier Tage später den WM-Titel über 200 Meter und gewann am letzten Tag wiederum Staffel-Silber.

Bronze ging an Kelly-Ann Baptiste aus Trinidad und Tobago.

## Bestehende Rekorde
| Weltrekord               | 10,49 s | Florence Griffith-Joyner | Indianapolis, USA           | 16. Juli 1988   |
| Weltmeisterschaftsrekord | 10,70 s | Marion Jones             | WM 1999 in Sevilla, Spanien | 22. August 1999 |

Der bestehende WM-Rekord wurde bei diesen Weltmeisterschaften nicht eingestellt und nicht verbessert.
Es gab drei Landesrekorde:
- 12,47 s – Martina Pretelli (San Marino), 5. Vorausscheidungslauf am 27. August (Wind: −1,3 m/s)
- 12,28 s – Martina Pretelli (San Marino), 3. Vorlauf am 28. August (Wind: +1,0 m/s)
- 11,21 s – Ezinne Okparaebo (Norwegen), 2. Vorlauf am 28. August (Wind: +1,4 m/s)

## Doping
In diesem Wettbewerb wurden drei Dopingfälle registriert:

- Semoy Hackett, Trinidad und Tobago, im Halbfinale ausgeschieden. Sie wurde wegen des Einsatzes von Methylhexanamin bei ihren Landesmeisterschaften für ein halbes Jahr gesperrt. Ihre Resultate von den Weltmeisterschaften hier in Daegu im 100-Meter-Einzelrennen und auch mit der Staffel, die ursprünglich den vierten Platz erreicht hatte, wurden annulliert. Im Jahr 2013 gab es einen weiteren positiven Dopingbefund, der mit einer Sperre von zwei Jahren und vier Monaten bis zum 30. April 2015 geahndet wurde.[2]
- Inna Eftimowa, Bulgarien, in der Vorrunde ausgeschieden. Sie wurde zusammen mit zwei weiteren Sportlerinnen bei Nachtests zu diesen Weltmeisterschaften positiv getestet. In ihrem Fall wurden synthetische Wachstumshormone gefunden. Die drei Athletinnen wurden für jeweils zwei Jahre gesperrt, ihre WM-Resultate von Daegu wurden annulliert.[3]
- Norjannah Hafiszah Jamaludin, Malaysia, in der Vorrunde ausgeschieden. Zusammen mit fünf weiteren Athleten ließ sie einen vorgeschriebenen Dopingtest aus. Sie erhielt eine zweijährige Sperre und eine Verwarnung des malaiischen Leichtathletikverbands Malaysia Athletics Union. Ihr Ergebnis von den Weltmeisterschaften in Daegu wurden gestrichen.[4]

Benachteiligt wurden zwei Athletinnen, denen der Einzug in die jeweils nächste Runde versperrt wurde. Auf der Grundlage der erzielten Resultate waren dies:
- Natalija Pohrebnjak, Ukraine – Sie wäre über die Zeitregel im Halbfinale startberechtigt gewesen.
- Nafissa Souleymane, Niger – Sie wäre über die Zeitregel in der Vorrunde startberechtigt gewesen.

## Vorausscheidung
Die Vorausscheidung, an der nur Athletinnen teilnahmen, die nicht mindestens die B-Norm von 11,36 s erfüllt hatten, wurde in fünf Läufen durchgeführt. Die ersten drei Wettbewerberinnen pro Lauf – hellblau unterlegt – sowie die darüber hinaus vier zeitschnellsten Läuferinnen – hellgrün unterlegt – qualifizierten sich für die Vorrunde.

### Vorausscheidungslauf 1
27. August 2011, 11:30 Uhr
Wind: −0,1 m/s
| Platz | Name                    | Nation     | Zeit (s)                    |
| ----- | ----------------------- | ---------- | --------------------------- |
| 1     | Kaina Martinez          | Belize     | 12,14                       |
| 2     | Joanne Priscilla Loutoy | Seychellen | 12,29                       |
| 3     | Lovelite Detenamo       | Nauru      | 12,63                       |
| 4     | Shinelle Proctor        | Anguilla   | 12,69                       |
| 5     | Chandra Kala Thapa      | Nepal      | 13,17                       |
| 6     | Boudsadee Vongdala      | Laos       | 13,56                       |
| 7     | Kabotaake Romeri        | Kiribati   | 13,71                       |
| DSQ   | Youlia Camara           | Guinea     | IAAF Rule 162.8 – Fehlstart |

### Vorausscheidungslauf 2
27. August 2011, 11:36 Uhr
Wind: −0,5 m/s
| Platz | Name              | Nation                             | Zeit (s) |
| ----- | ----------------- | ---------------------------------- | -------- |
| 1     | Delphine Atangana | Kamerun                            | 11,57    |
| 2     | Feta Ahamada      | Komoren                            | 12,27    |
| 3     | Diane Borg        | Malta                              | 12,29    |
| 4     | Gloria Diogo      | São Tomé und Príncipe              | 12,52    |
| 5     | Djénébou Danté    | Mali                               | 12,62    |
| 6     | Maýsa Rejepowa    | Turkmenistan                       | 13,43    |
| 7     | Mihter Wendolin   | Föderierte Staaten von Mikronesien | 14,69    |

### Vorausscheidungslauf 3
27. August 2011, 11:42 Uhr
Wind: +1,8 m/s
| Platz | Name                    | Nation        | Zeit (s)                                       |
| ----- | ----------------------- | ------------- | ---------------------------------------------- |
| 1     | Phobay Kutu-Akoi        | Liberia       | 11,62                                          |
| 2     | Wladislawa Owtscharenko | Tadschikistan | 12,26                                          |
| 3     | Patricia Taea           | Cookinseln    | 12,44                                          |
| 4     | Pollara Cobb            | Guam          | 12,64                                          |
| 5     | Nafissa Souleymane      | Niger         | 12,78 eigentlich für die Vorrunde qualifiziert |
| 6     | Joycelyn Taurikeni      | Salomonen     | 13,16                                          |
| 7     | Rubie Joy Gabriel       | Palau         | 13,46                                          |

### Vorausscheidungslauf 4
27. August 2011, 11:48 Uhr
Wind: +1,8 m/s
| Platz | Name               | Nation                       | Zeit (s) |
| ----- | ------------------ | ---------------------------- | -------- |
| 1     | Jung Hye-lim       | Südkorea                     | 11,90    |
| 2     | Liao Ching-hsien   | Chinesisch Taipeh            | 11,98    |
| 3     | Alda Paulo         | Angola                       | 12,85    |
| 4     | Maguy Safi Makanda | Demokratische Republik Kongo | 13,05    |
| 5     | Asenate Manoa      | Tuvalu                       | 13,92    |
| 6     | Megan West         | Amerikanisch-Samoa           | 13,95    |
| 7     | Bonko Camara       | Mauretanien                  | 14,05    |

### Vorausscheidungslauf 5
27. August 2011, 11:54 Uhr
Wind: −1,3 m/s
| Platz | Name                         | Nation             | Zeit (s)                          |
| ----- | ---------------------------- | ------------------ | --------------------------------- |
| 1     | Anatercia Quive              | Mosambik           | 12,31                             |
| 2     | Martina Pretelli             | San Marino         | 12,47 NR                          |
| 3     | Ivana Rožman                 | Mazedonien         | 12,48                             |
| 4     | Yvonne Bennett               | Nördliche Marianen | 12,78                             |
| 5     | Susan Tama                   | Vanuatu            | 13,29                             |
| 6     | Belinda Talakai              | Tonga              | 13,73                             |
| DOP   | Norjannah Hafiszah Jamaludin | Malaysia           | 12,48 für die Vorrunde zugelassen |

## Vorrunde
Die Vorrunde, an der alle Läuferinnen mit erfüllter A-Norm sowie die aus der Vorausscheidung qualifizierten Athletinnen teilnahmen, wurde in sieben Läufen durchgeführt. Die ersten drei Wettbewerberinnen pro Lauf – hellblau unterlegt – sowie die darüber hinaus drei zeitschnellsten Teilnehmerinnen – hellgrün unterlegt – qualifizierten sich für das Viertelfinale.

### Vorlauf 1

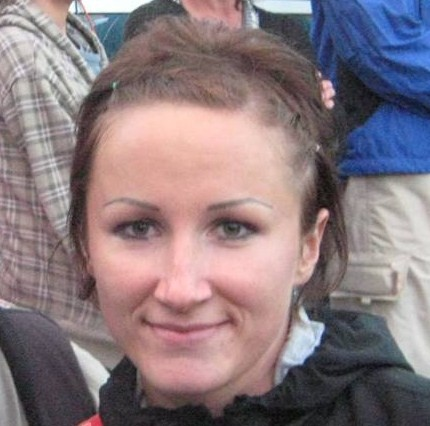
Marta Jeschke – ausgeschieden als Fünfte in 11,73 s
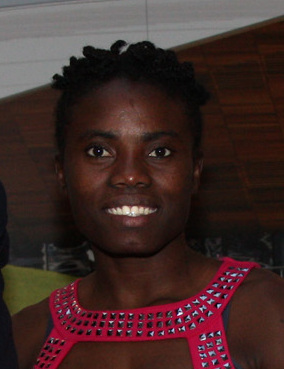
Kaina Martinez – ausgeschieden als Siebte in 12,18 s

28. August 2011, 12:10 Uhr
Wind: +0,3 m/s
| Platz | Name              | Nation            | Zeit (s) |
| ----- | ----------------- | ----------------- | -------- |
| 1     | Carmelita Jeter   | USA               | 11,21    |
| 2     | Sheniqua Ferguson | Bahamas           | 11,36    |
| 3     | Jeanette Kwakye   | Großbritannien    | 11,42    |
| 4     | Nelkis Casabona   | Kuba              | 11,47    |
| 5     | Marta Jeschke     | Polen             | 11,73    |
| 6     | Liao Ching-hsien  | Chinesisch Taipeh | 12,16    |
| 7     | Kaina Martinez    | Belize            | 12,18    |
| 8     | Pollara Cobb      | Guam              | 12,55    |

### Vorlauf 2

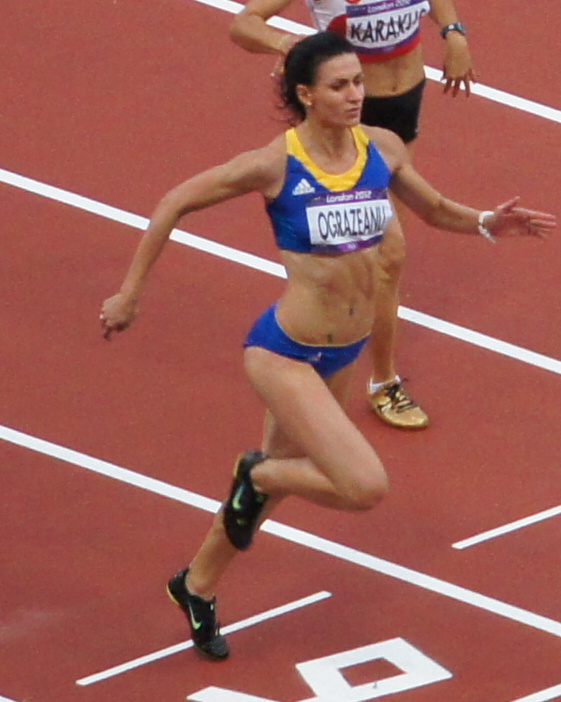
Andreea Ogrăzeanu – ausgeschieden als Vierte in 11,47 s
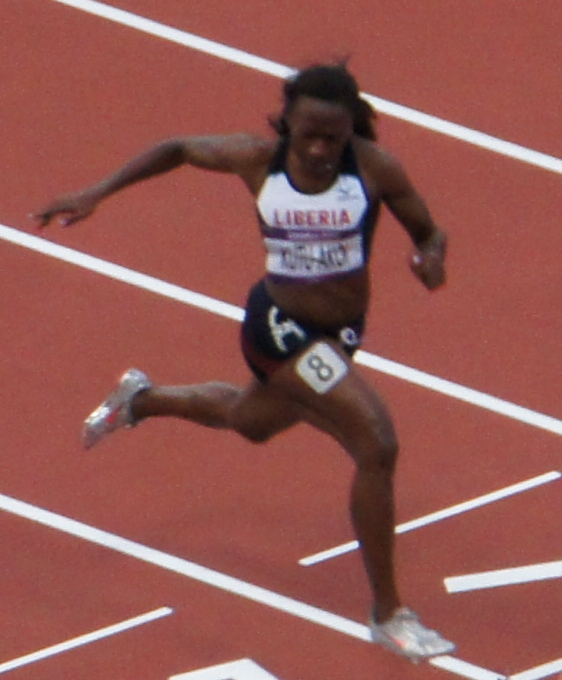
Phobay Kutu-Akoi – ausgeschieden als Fünfte in 11,61 s

28. August 2011, 12:18 Uhr
Wind: +1,4 m/s
| Platz | Name                    | Nation              | Zeit (s)                            |
| ----- | ----------------------- | ------------------- | ----------------------------------- |
| 1     | Kerron Stewart          | Jamaika             | 11,13                               |
| 2     | Ruddy Zang Milama       | Gabun               | 11,20                               |
| 3     | Ezinne Okparaebo        | Norwegen            | 11,21 NR                            |
| 4     | Andreea Ogrăzeanu       | Rumänien            | 11,47                               |
| 5     | Phobay Kutu-Akoi        | Liberia             | 11,61                               |
| 6     | Joanne Priscilla Loutoy | Seychellen          | 12,35                               |
| 7     | Ivana Rožman            | Mazedonien          | 12,44                               |
| DOP   | Semoy Hackett           | Trinidad und Tobago | 11,27 für das Halbfinale zugelassen |

### Vorlauf 3

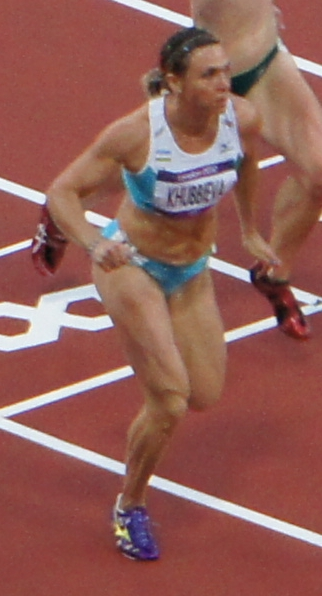
Guzel Khubbiyeva – ausgeschieden als Fünfte in 11,46 s
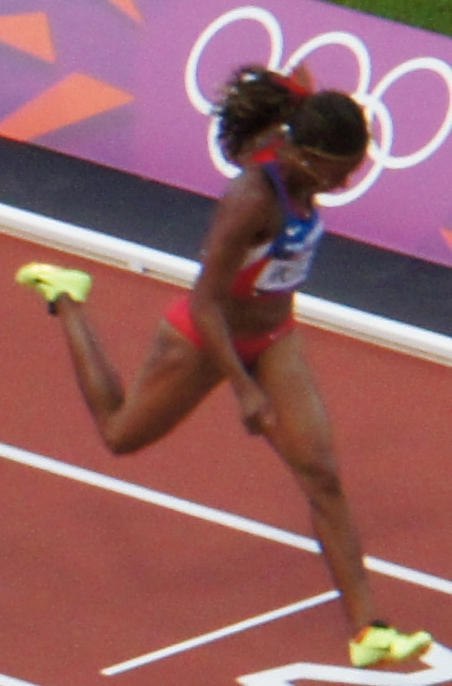
Yomara Hinestroza – ausgeschieden als Sechste in 11,57 s

28. August 2011, 12:26 Uhr
Wind: +1,0 m/s
| Platz | Name              | Nation              | Zeit (s) |
| ----- | ----------------- | ------------------- | -------- |
| 1     | Iwet Lalowa       | Bulgarien           | 11,10    |
| 2     | Oludamola Osayomi | Nigeria             | 11,15    |
| 3     | Michelle-Lee Ahye | Trinidad und Tobago | 11,20    |
| 4     | Laura Turner      | Großbritannien      | 11,45    |
| 5     | Goʻzal Xubbiyeva  | Usbekistan          | 11,46    |
| 6     | Yomara Hinestroza | Kolumbien           | 11,57    |
| 7     | Martina Pretelli  | San Marino          | 12,28 NR |
| 8     | Patricia Taea     | Cookinseln          | 12,63    |

### Vorlauf 4

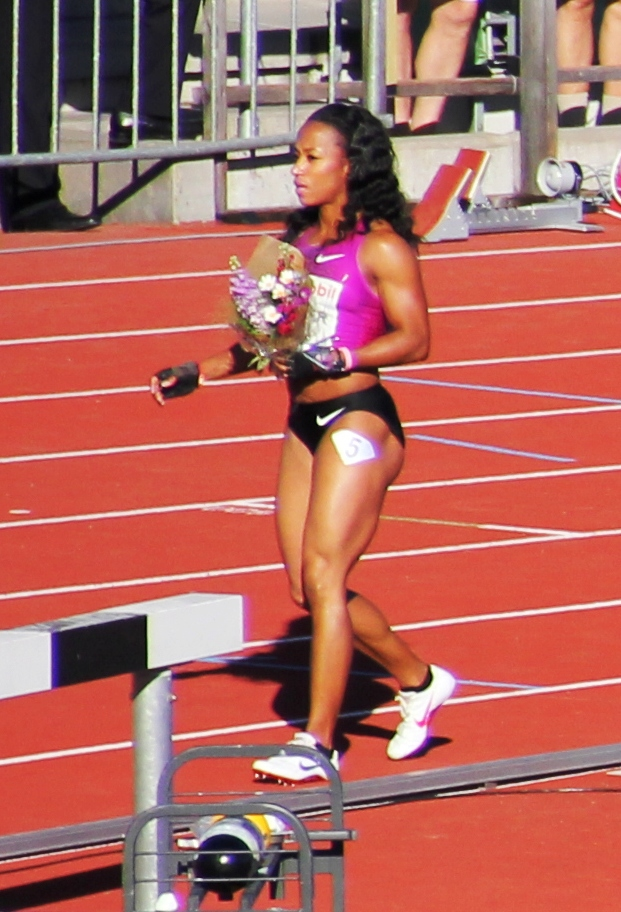
Mikele Barber – ausgeschieden als Vierte in 11,40 s
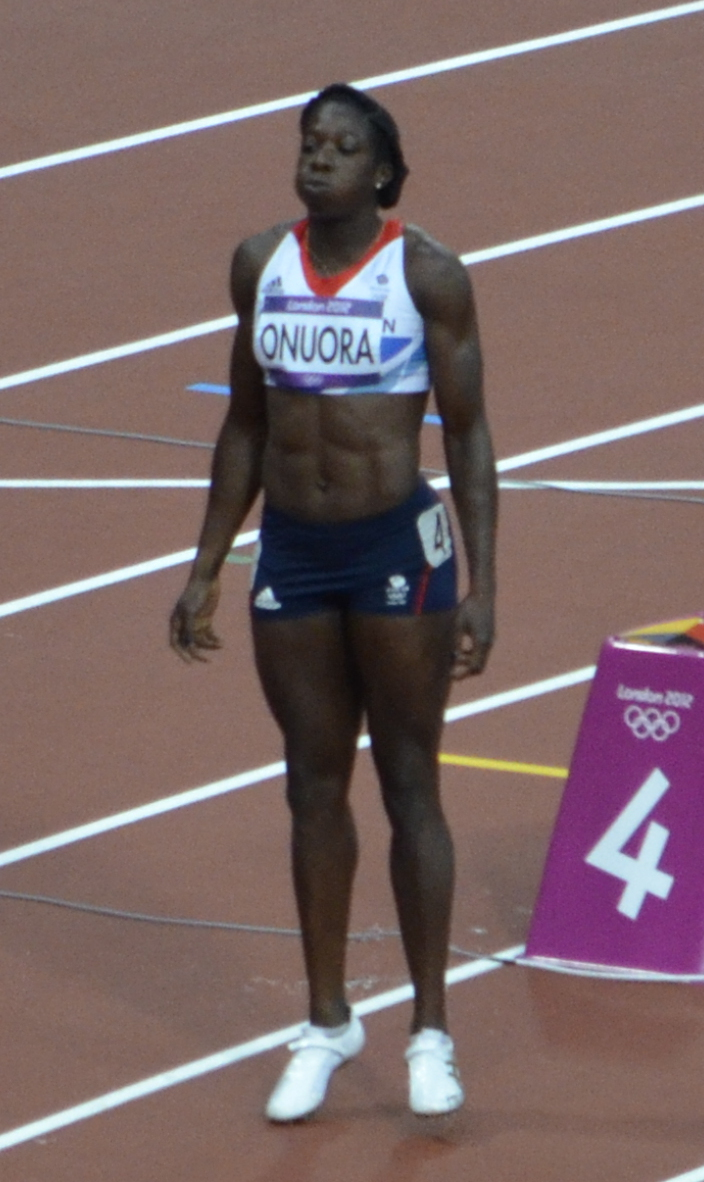
Anyika Onuora – ausgeschieden als Fünfte in 11,41 s
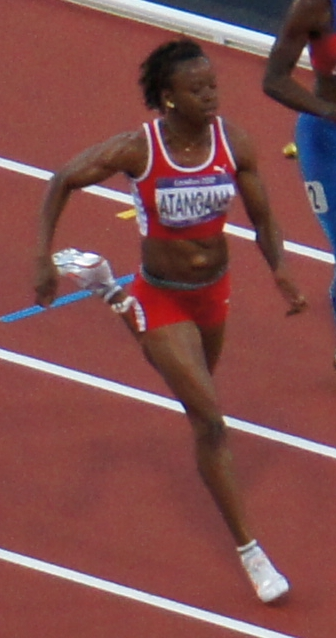
Delphine Atangana – ausgeschieden als Sechste in 11,56 s

28. August 2011, 12:34 Uhr
Wind: +0,1 m/s
| Platz | Name               | Nation              | Zeit (s) |
| ----- | ------------------ | ------------------- | -------- |
| 1     | Kelly-Ann Baptiste | Trinidad und Tobago | 11,27    |
| 2     | Chisato Fukushima  | Japan               | 11,35    |
| 3     | Rosângela Santos   | Brasilien           | 11,38    |
| 4     | Mikele Barber      | USA                 | 11,40    |
| 5     | Anyika Onuora      | Großbritannien      | 11,41    |
| 6     | Delphine Atangana  | Kamerun             | 11,56    |
| 7     | Anatercia Quive    | Mosambik            | 12,40    |
| 8     | Alda Paulo         | Angola              | 13,02    |

### Vorlauf 5

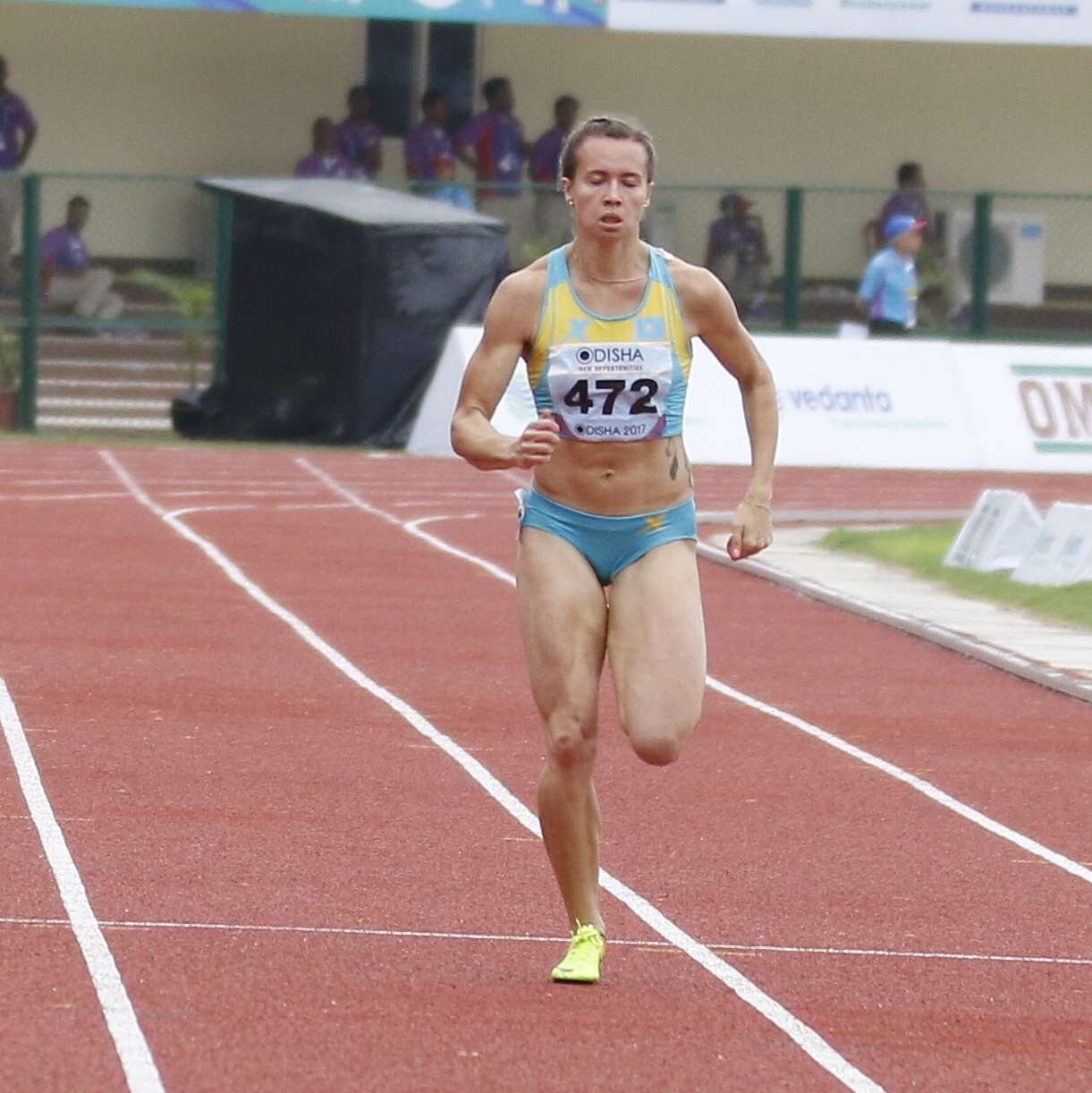
Olga Safronowa – ausgeschieden als Vierte in 11,63 s
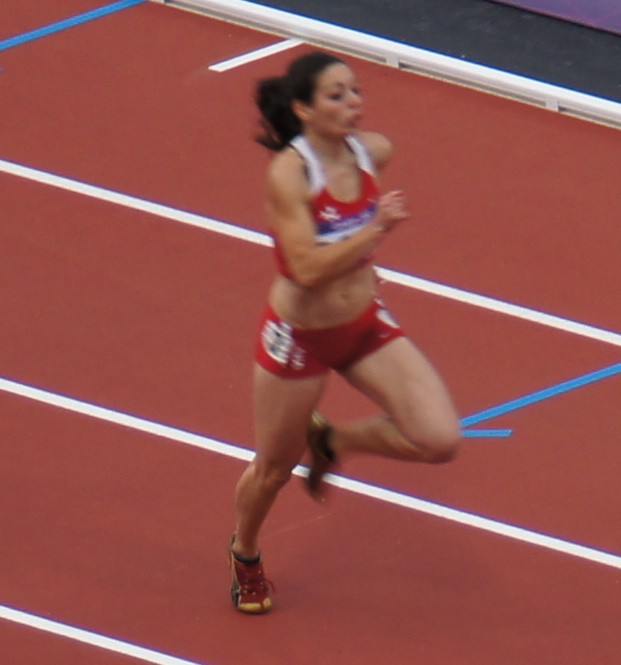
Diane Borg – ausgeschieden als Fünfte in 12,22 s

28. August 2011, 12:42 Uhr
Wind: +0,9 m/s
| Platz | Name                    | Nation                         | Zeit (s) |
| ----- | ----------------------- | ------------------------------ | -------- |
| 1     | Blessing Okagbare       | Nigeria                        | 11,10    |
| 2     | Shelly-Ann Fraser-Pryce | Jamaika                        | 11,13    |
| 3     | Ana Cláudia Lemos       | Brasilien                      | 11,27    |
| 4     | Olga Safronowa          | Kasachstan                     | 11,63    |
| 5     | Diane Borg              | Malta                          | 12,22    |
| 6     | Lovelite Detenamo       | Nauru                          | 12,51    |
| DOP   | Inna Eftimowa           | Bulgarien                      | 11,36    |
| DNS   | Natasha Mayers          | St. Vincent und die Grenadinen |          |

### Vorlauf 6

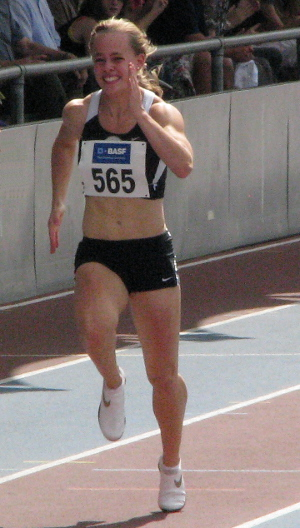
Leena Günther – ausgeschieden als Fünfte in 11,36 s
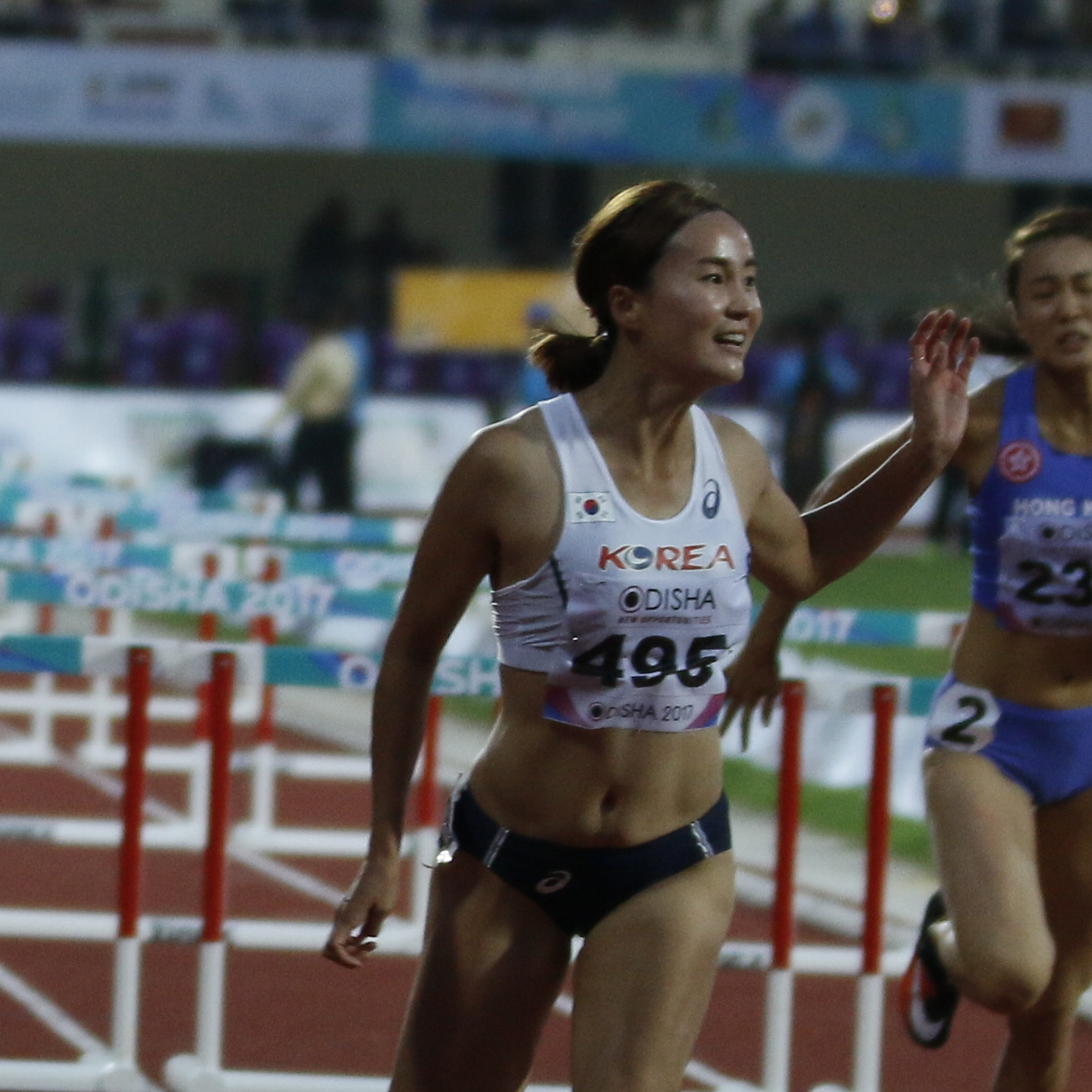
Jung Hye-lim – ausgeschieden als Sechste in 11,88 s
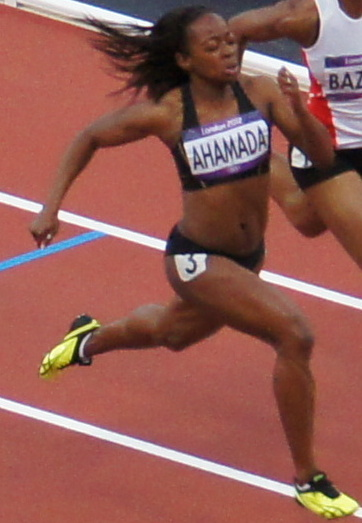
Feta Ahamada – ausgeschieden als Siebte in 12,22 s

28. August 2011, 12:50 Uhr
Wind: +2,2 m/s
| Platz | Name            | Nation                | Zeit (s) |
| ----- | --------------- | --------------------- | -------- |
| 1     | Myriam Soumaré  | Frankreich            | 11,12    |
| 2     | Marshevet Myers | USA                   | 11,16    |
| 3     | Olessja Powch   | Ukraine               | 11,26    |
| 4     | Jura Levy       | Jamaika               | 11,34    |
| 5     | Leena Günther   | Deutschland           | 11,36    |
| 6     | Jung Hye-lim    | Südkorea              | 11,88    |
| 7     | Feta Ahamada    | Komoren               | 12,22    |
| 8     | Gloria Diogo    | São Tomé und Príncipe | 12,46    |

### Vorlauf 7

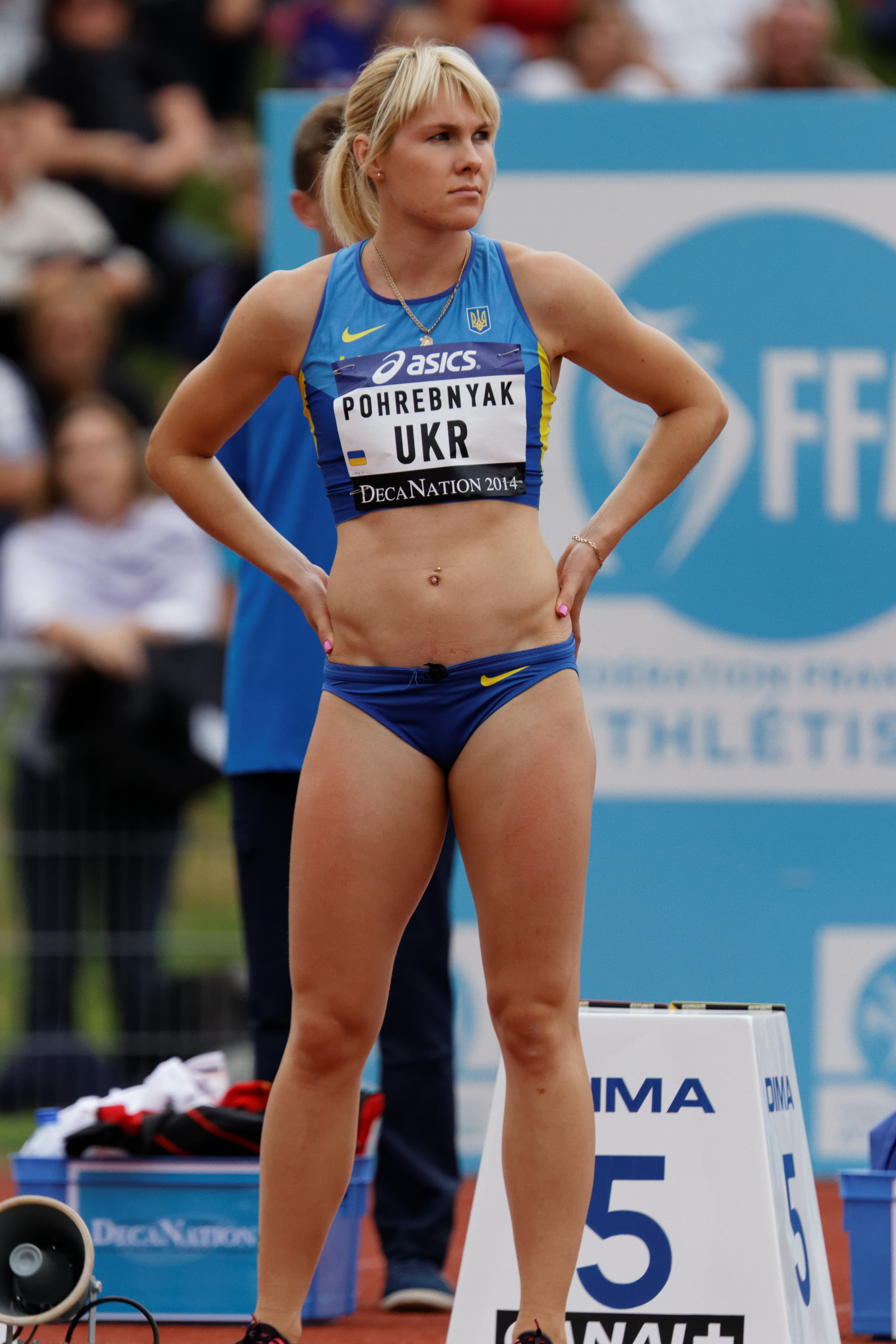
Natalija Pohrebnjak – eigentlich mit Berechtigung zum Halbfinale, ausgeschieden wegen einer gedopten Athletin

28. August 2011, 12:58 Uhr
Wind: +0,5 m/s
| Platz | Name                         | Nation        | Zeit (s)                                         |
| ----- | ---------------------------- | ------------- | ------------------------------------------------ |
| 1     | Veronica Campbell-Brown      | Jamaika       | 11,19                                            |
| 2     | Véronique Mang               | Frankreich    | 11,20                                            |
| 3     | Alexandra Fedoriwa           | Russland      | 11,28                                            |
| 4     | Yasmin Kwadwo                | Deutschland   | 11,29                                            |
| 5     | Natalija Pohrebnjak          | Ukraine       | 11,34 eigentlich für das Halbfinale qualifiziert |
| 6     | Wladislawa Owtscharenko      | Tadschikistan | 12,24                                            |
| 7     | Djénébou Danté               | Mali          | 12,32                                            |
| DOP   | Norjannah Hafiszah Jamaludin | Malaysia      | 11,74                                            |

## Halbfinale
Aus den drei Halbfinalläufen qualifizierten sich die jeweils ersten beiden Athletinnen – hellblau unterlegt – sowie die darüber hinaus zwei zeitschnellsten Läuferinnen – hellgrün unterlegt – für das Finale.

### Halbfinallauf 1

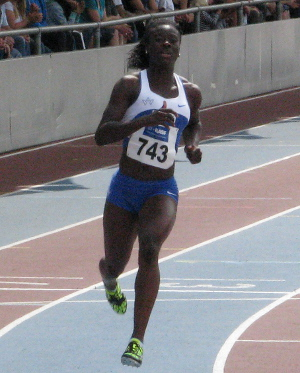
Yasmin Kwadwo Rang sieben in 11,54 s
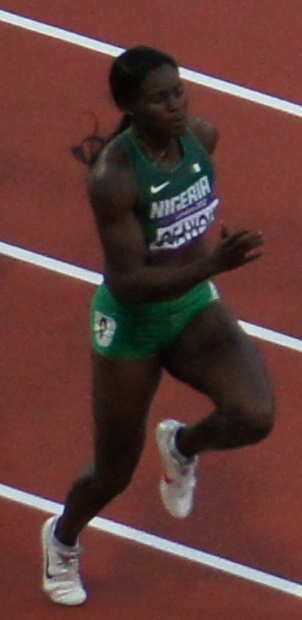
Oludamola Osayomi Rang acht in 11,58 s

29. August 2011, 19:30 Uhr
Wind: −1,3 m/s
| Platz | Name              | Nation              | Zeit (s) |
| ----- | ----------------- | ------------------- | -------- |
| 1     | Kerron Stewart    | Jamaika             | 11,26    |
| 2     | Marshevet Myers   | USA                 | 11,38    |
| 3     | Myriam Soumaré    | Frankreich          | 11,47    |
| 4     | Ezinne Okparaebo  | Norwegen            | 11,48    |
| 5     | Michelle-Lee Ahye | Trinidad und Tobago | 11,48    |
| 6     | Jeanette Kwakye   | Großbritannien      | 11,48    |
| 7     | Yasmin Kwadwo     | Deutschland         | 11,54    |
| 8     | Oludamola Osayomi | Nigeria             | 11,58    |

Im ersten Halbfinale ausgeschiedene Sprinterinnen:

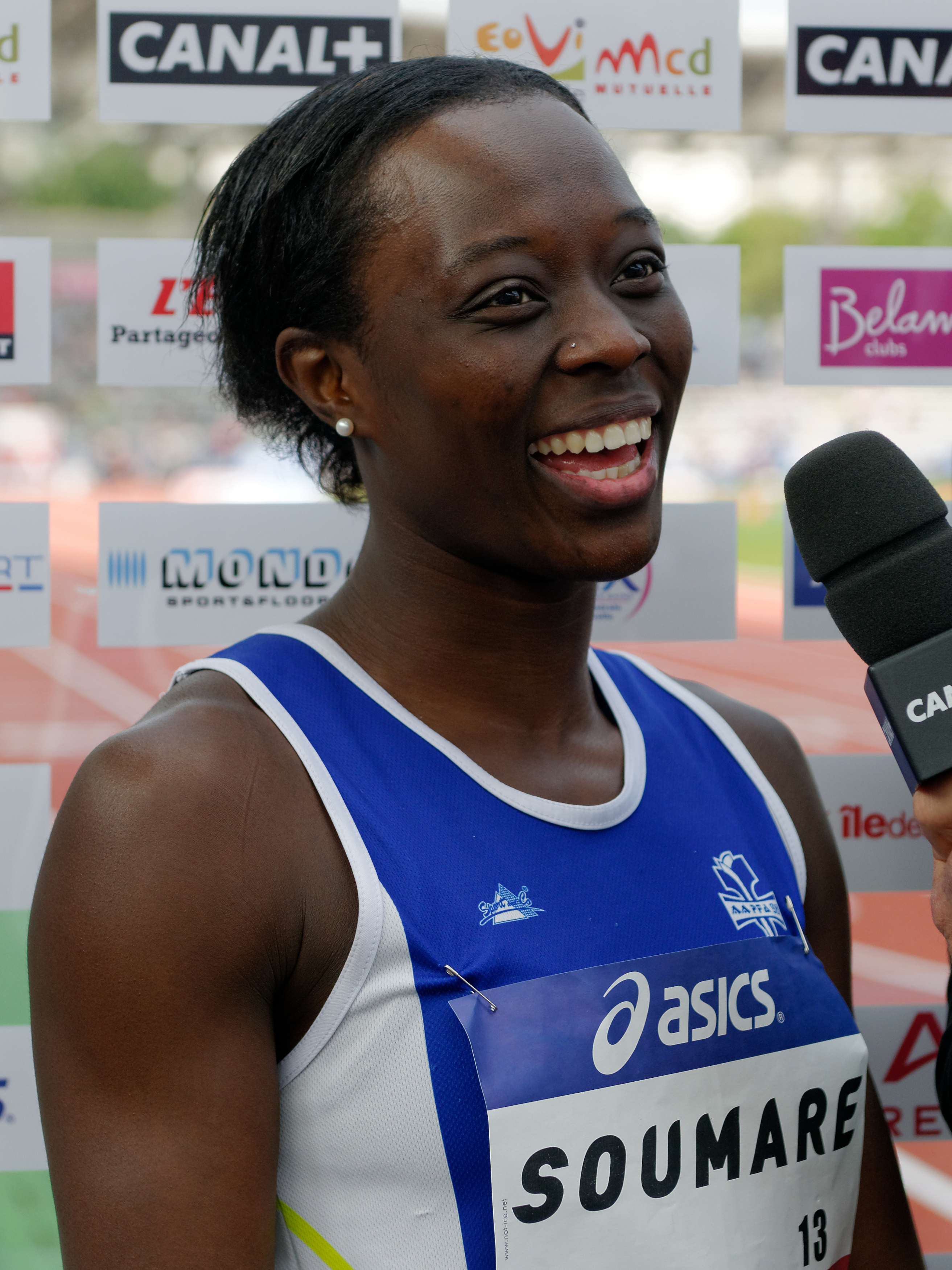
Myriam Soumaré Rang drei in 11,47 s
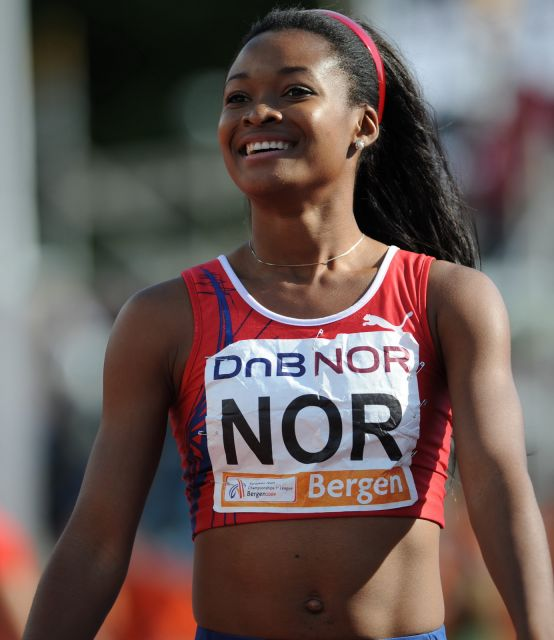
Ezinne Okparaebo – nach Landesrekord im Vorlauf (11,21 s) im Halbfinale ausgeschieden in 11,48 s
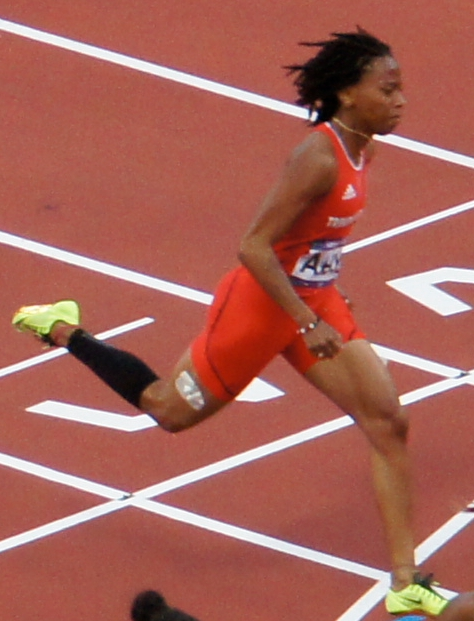
Michelle-Lee Ahye Rang fünf in 11,48 s
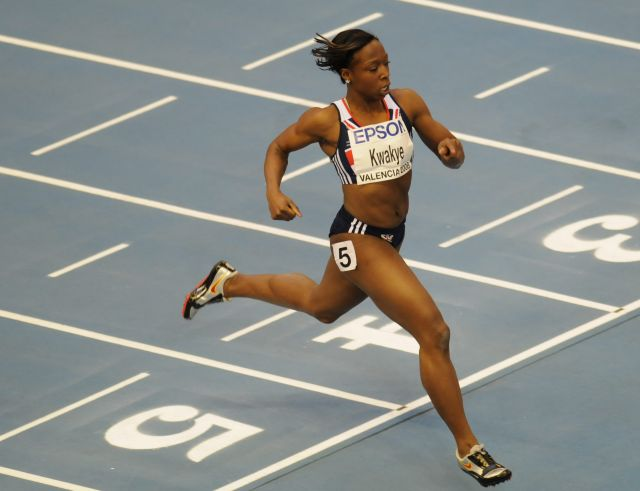
Jeanette Kwakye Rang sechs in 11,48 s

- Yasmin Kwadwo
Rang sieben in 11,54 s
- Oludamola Osayomi
Rang acht in 11,58 s

### Halbfinallauf 2
29. August 2011, 19:38 Uhr
Wind: −1,4 m/s
| Platz | Name                    | Nation              | Zeit (s) |
| ----- | ----------------------- | ------------------- | -------- |
| 1     | Shelly-Ann Fraser-Pryce | Jamaika             | 11,03    |
| 2     | Veronica Campbell-Brown | Jamaika             | 11,06    |
| 3     | Blessing Okagbare       | Nigeria             | 11,22    |
| 4     | Ruddy Zang Milama       | Gabun               | 11,43    |
| 5     | Olessja Powch           | Ukraine             | 11,48    |
| 6     | Sheniqua Ferguson       | Bahamas             | 11,59    |
| 7     | Rosângela Santos        | Brasilien           | 11,61    |
| DOP   | Semoy Hackett           | Trinidad und Tobago | 11,35    |

Im zweiten Halbfinale ausgeschiedene Sprinterinnen:

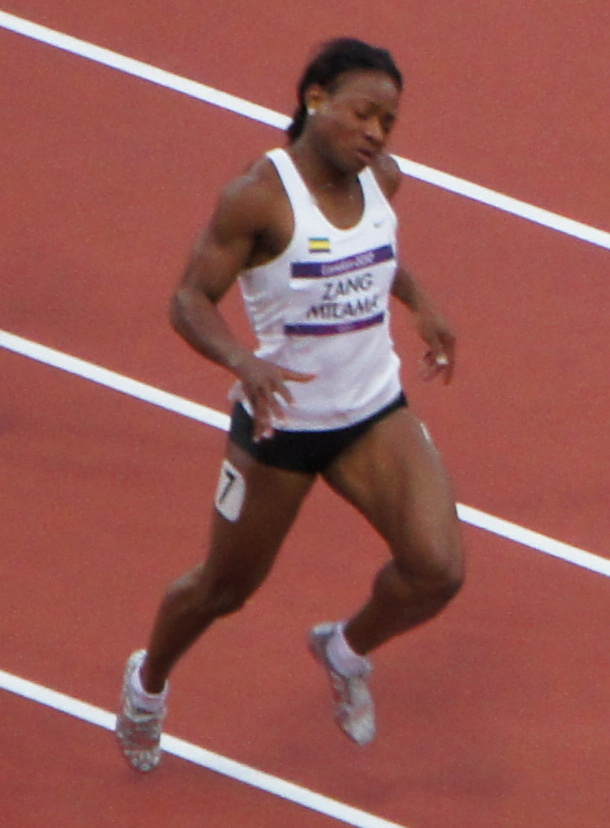
Ruddy Zang Milama Rang vier in 11,43 s
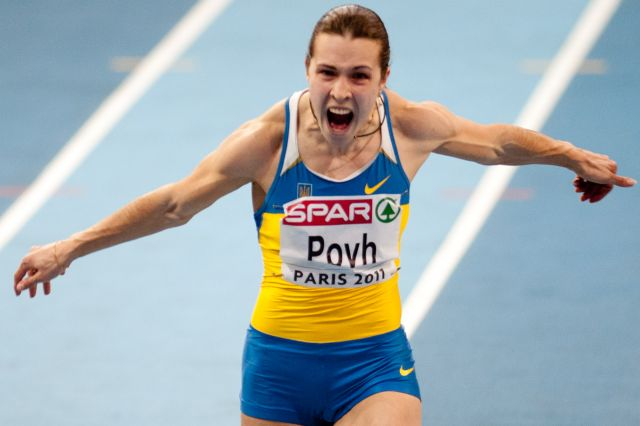
Olessja Powch Rang fünf in 11,48 s
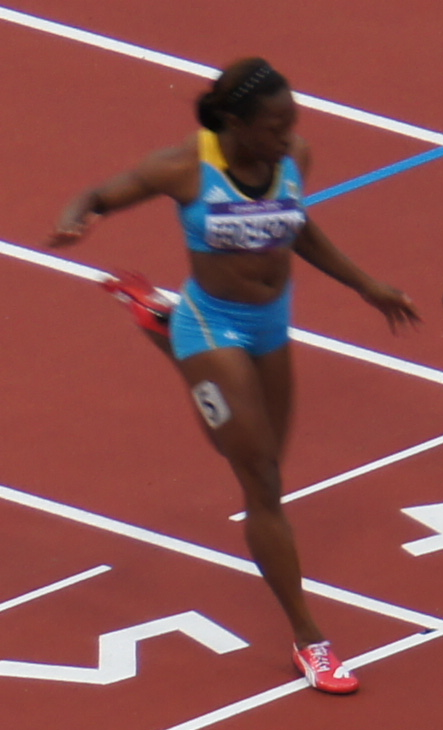
Sheniqua Ferguson Rang sechs in 11,59 s
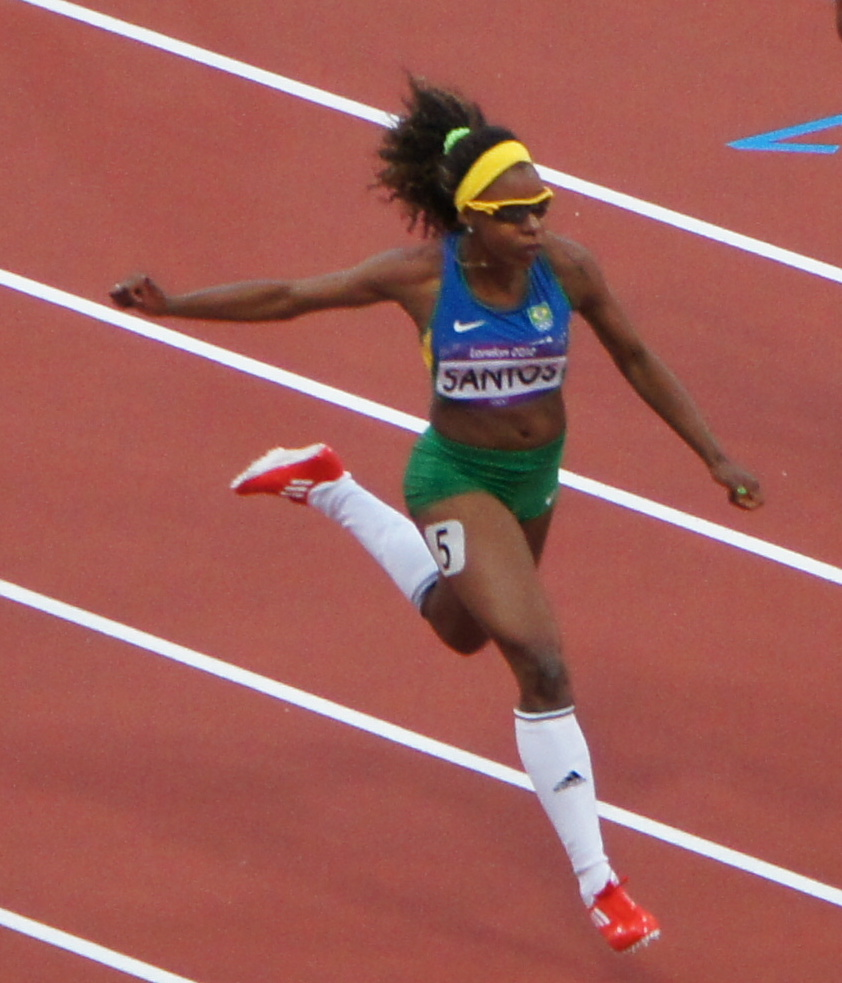
Rosângela Santos Rang sieben in 11,61 s
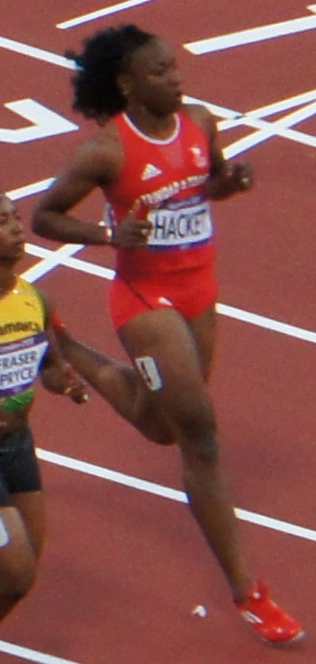
Dopingsünderin Semoy Hackett

### Halbfinallauf 3
29. August 2011, 19:46 Uhr
Wind: −1,5 m/s
| Platz | Name               | Nation              | Zeit (s) |
| ----- | ------------------ | ------------------- | -------- |
| 1     | Carmelita Jeter    | USA                 | 11,02    |
| 2     | Kelly-Ann Baptiste | Trinidad und Tobago | 11,05    |
| 3     | Iwet Lalowa        | Bulgarien           | 11,23    |
| 4     | Véronique Mang     | Frankreich          | 11,44    |
| 5     | Jura Levy          | Jamaika             | 11,53    |
| 6     | Alexandra Fedoriwa | Russland            | 11,54    |
| 7     | Ana Cláudia Lemos  | Brasilien           | 11,55    |
| 8     | Chisato Fukushima  | Japan               | 11,59    |

Im dritten Halbfinale ausgeschiedene Sprinterinnen:

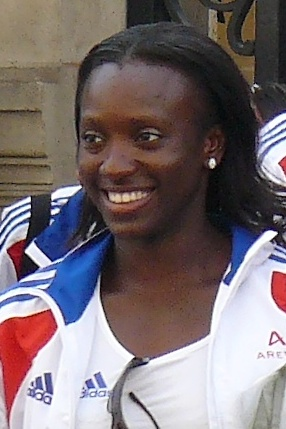
Véronique Mang Rang vier in 11,44 s
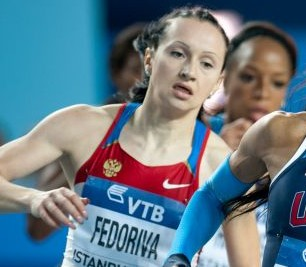
Alexandra Fedoriwa Rang sechs in 11,54 s
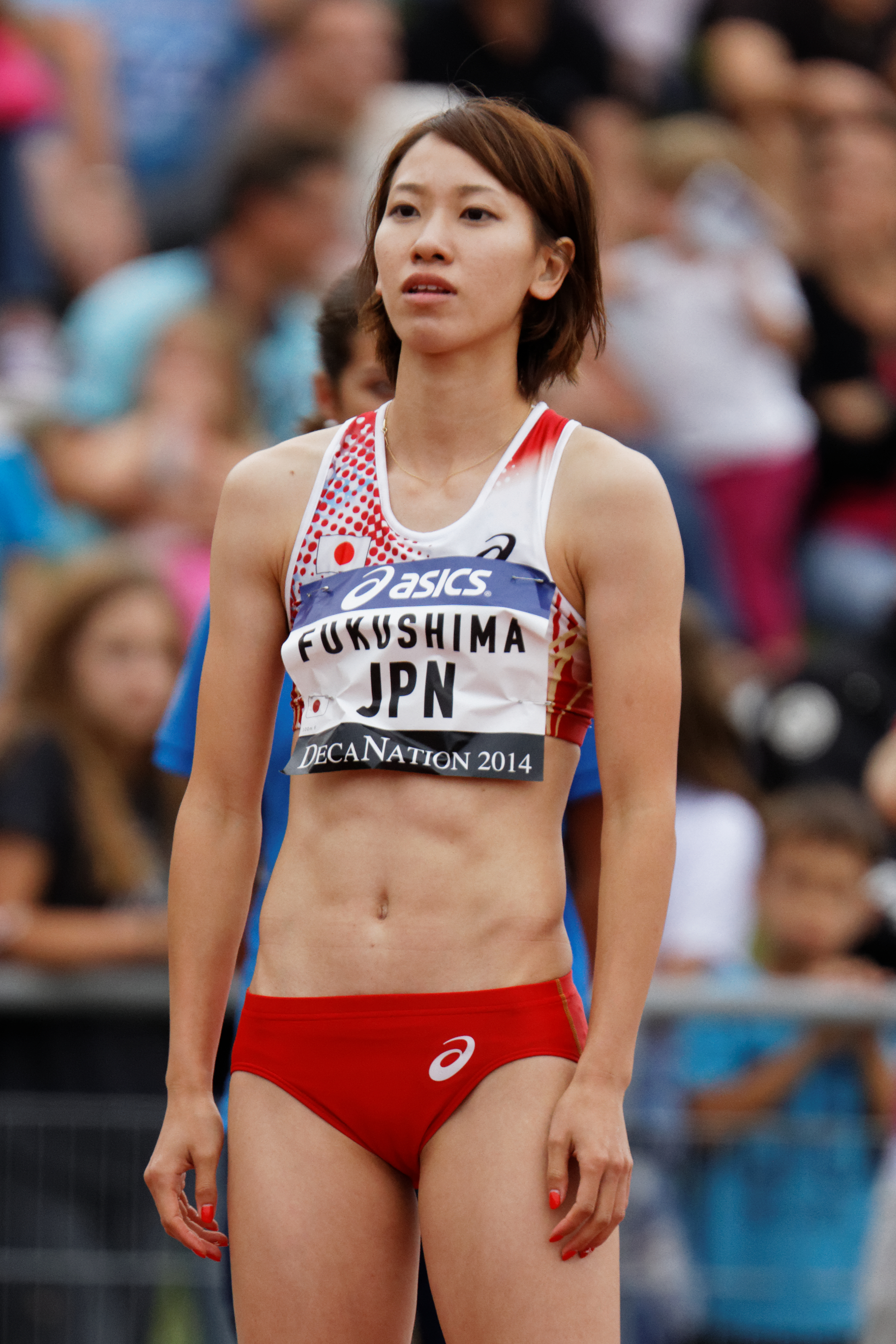
Chisato Fukushima Rang acht in 11,59 s

## Finale

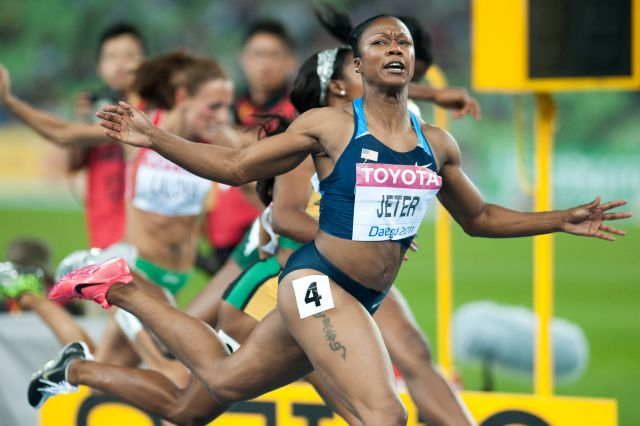
Nach zweimal WM-Bronze war Carmelita Jeter hier als Weltmeisterin im Ziel

29. August 2011, 21:50 Uhr
Wind: −1,4 m/s
| Platz | Name                    | Nation              | Zeit (s) |
| ----- | ----------------------- | ------------------- | -------- |
| 1     | Carmelita Jeter         | USA                 | 10,90    |
| 2     | Veronica Campbell-Brown | Jamaika             | 10,97    |
| 3     | Kelly-Ann Baptiste      | Trinidad und Tobago | 10,98    |
| 4     | Shelly-Ann Fraser-Pryce | Jamaika             | 10,99    |
| 5     | Blessing Okagbare       | Nigeria             | 11,12    |
| 6     | Kerron Stewart          | Jamaika             | 11,15    |
| 7     | Iwet Lalowa             | Bulgarien           | 11,27    |
| 8     | Marshevet Myers         | USA                 | 11,33    |

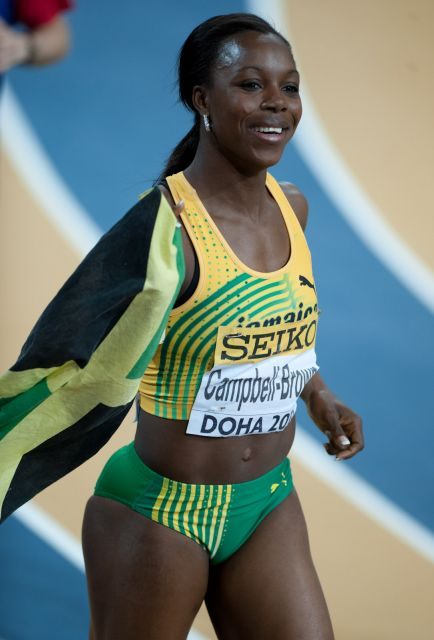
Veronica Campbell-Brown, 2007 Weltmeisterin, wurde zum zweiten Mal Vizeweltmeisterin, vier Tage später gab es WM-Gold über 200 Meter und am Schlusstag Silber mit der 4-mal-100-Meter-Staffel
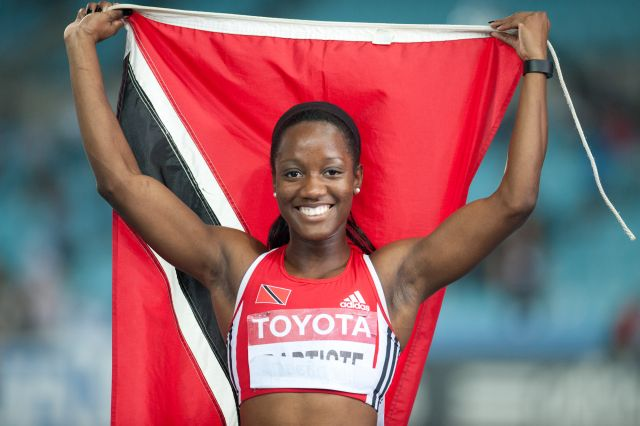
Bronzemedaillengewinnerin Kelly-Ann Baptiste
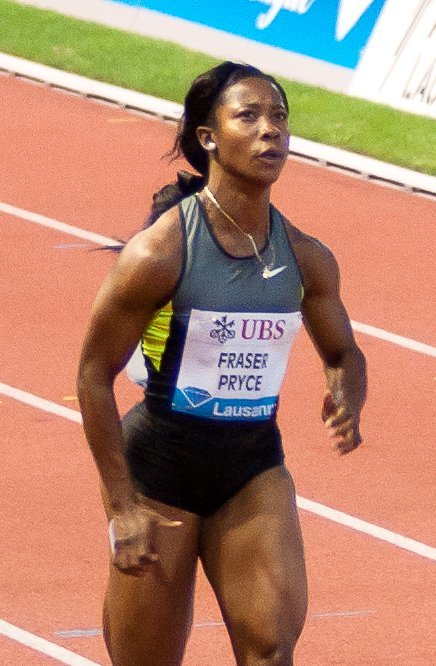
Die aktuelle Olympiasiegerin und Titelverteidigerin Shelly-Ann Fraser-Pryce blieb als Vierte hier ohne Medaille, mit ihrer Sprintstaffel gab es am Schlusstag noch Silber
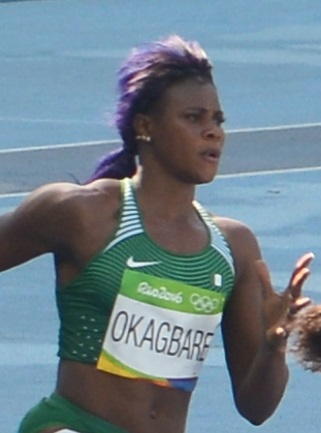
Blessing Okagbare belegte Rang fünf
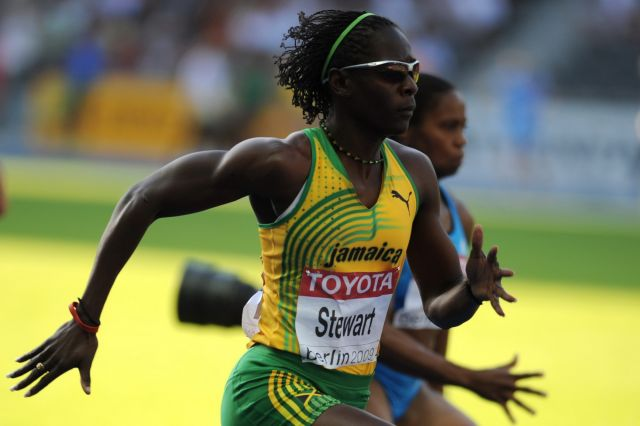
Kerron Stewart kam auf den sechsten Platz und gewann am letzten Tag Silber mit der jamaikanischen Sprintstaffel
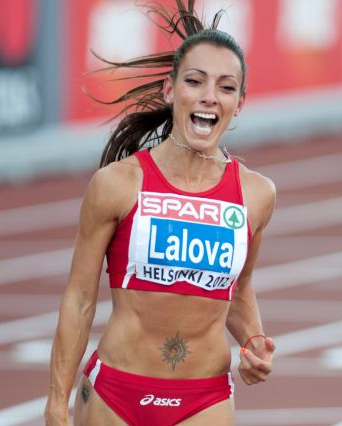
Die siebtplatzierte Iwet Lalowa
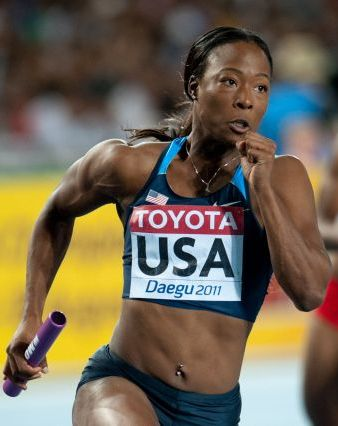
Rang acht für Marshevet Myers, mit der US-Staffel gewann sie am Schlusstag Gold

## Video
- Carmelita Jeter wins the Women's 100m Final, youtube.com, abgerufen am 1. Januar 2021